# Comté de Yakima
Le comté de Yakima (anglais: Yakima County) est un comté de l'État américain de Washington, situé dans le centre de l'État. Son siège est Yakima. Selon le recensement de 2000, sa population est de 222 581 habitants.

## Géolocalisation
| Comté de Pierce   | Comté de Kittitas  | Comté de Grant  |
| Comté de Lewis    | Comté de Yakima    | Comté de Benton |
| Comté de Skamania | Comté de Klickitat |                 |